# Condado de Park (Montana)
El condado de Park (en inglés: Park County), fundado en 1887, es uno de los 56 condados del estado estadounidense de Montana. En el año 2000 tenía una población de 15.694 habitantes con una densidad poblacional de 2,162 personas por km². La sede del condado es Livingston.

## Geografía
Según la Oficina del Censo, el condado tiene un área total de 7288 km² (2813,9 mi²), de la cual 7257 km² (2801,9 mi²) es tierra y 28 km² (10,8 mi²) (0.40%) es agua.

### Condados adyacentes
- Condado de Gallatin - oeste
- Condado de Meagher - norte
- Condado de Sweet Grass - este
- Condado de Stillwater - este
- Condado de Carbon - este
- Condado de Park (Wyoming) - sur

### Carreteras
- Interestatal 90
- U.S. Highway 89
- U.S. Highway 191
- Carretera Estatal de Montana 86

## Demografía
En el 2000 la renta per cápita promedia del condado era de $31,739, y el ingreso promedio para una familia era de $40,561. En 2000 los hombres tenían un ingreso per cápita de $28,215 versus $19,973 para las mujeres. El ingreso per cápita para el condado era de $17,704. Alrededor del 11.40% de la población estaba bajo el umbral de pobreza nacional.

## Comunidades

### Ciudad
- Livingston

### Pueblo
- Clyde Park

### Lugares designados por el censo
- Cooke City-Silver Gate
- Gardiner
- Wilsall

### Otras comunidades
- Emigrant
- Springdale